# 英皇教育

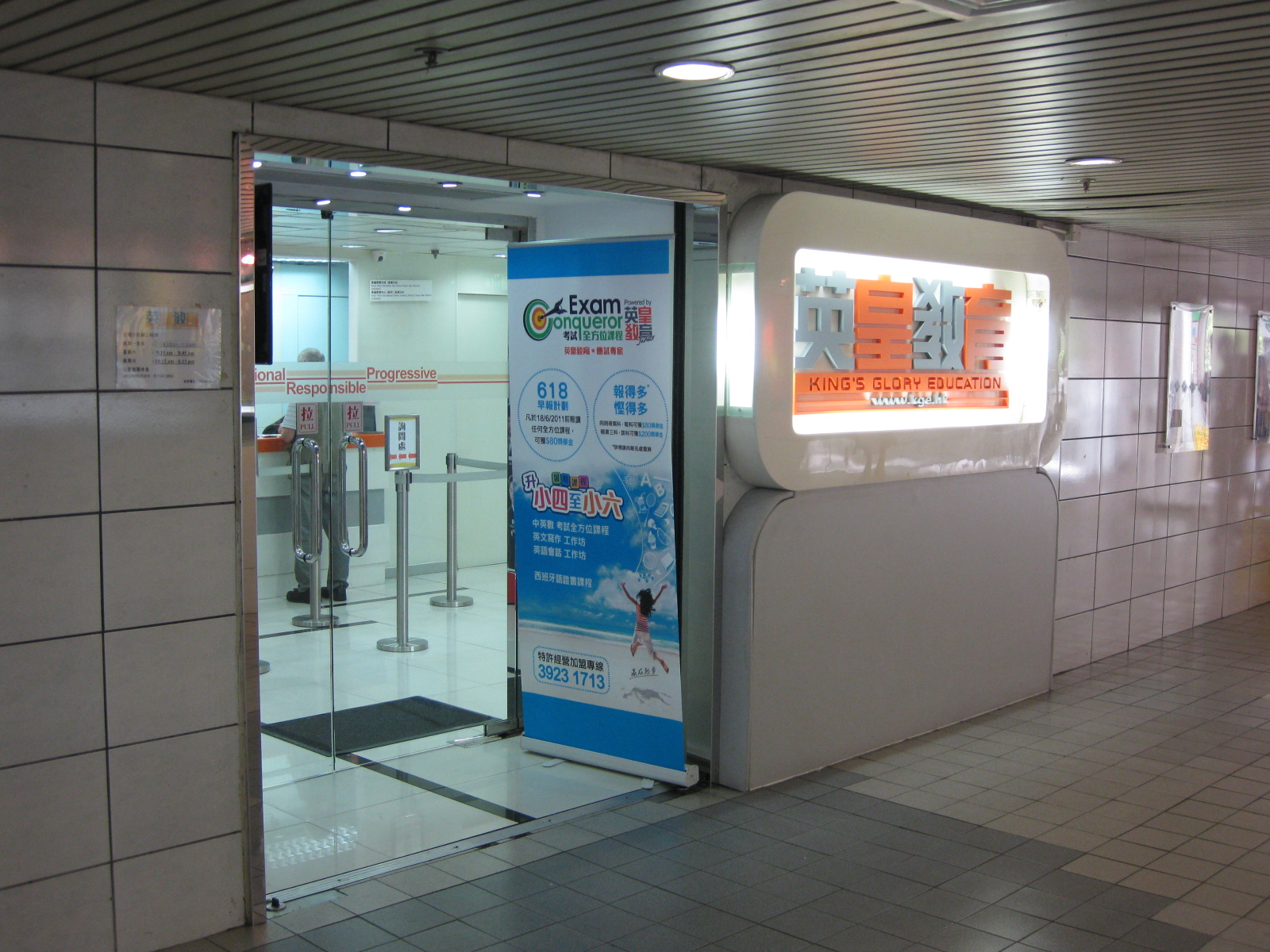
英皇教育荃灣分校

英皇教育（英語：King's Glory Education），開校時名稱為英皇教育研習社，於2005年改名英皇教育中心，而「英皇」的名稱，是英文之皇的意思。是香港的一間補習社，但與英皇書院和英皇集團只是名稱類同，與兩者並無關係。創辦人是岑兆昌（又名岑宜輝、岑兆翔）。首間分校位於九龍灣得寶花園商場G,H座一樓。2013年設有實驗室的元朗裕景坊玉成大廈四層旗艦店倒閉。2015年，九龍灣利基大廈總校由兩層縮減為一層，2018年由S座兩樓全層搬到C-D座1樓 D,E,F室並改為分校。2021年，只剩下5間分校，其中旺角周大福及荃灣豪輝2間分店在同一大廈營業超過廿年。

## 歷史
英皇教育於1986年由岑兆昌（又名岑宜輝、岑兆翔）、梁玉蓮和呂文於九龍灣得寶花園商場G,H座一樓創立首間校舍。而「英皇」的名稱，是英文之皇的意思。英皇教育開校時為一間小型屋邨補習社，校舍佔地三百英尺有十二間課室，經營中小學補習，當時的小學分為上下午班，日間時替小學生補習、托管及功課輔導，晚間時替中學生補習。但根據教統局網站資料顯示，它們在1990年才正式註冊。1998年因為小學生人數逐漸減少和小學全面改為全日制，逐漸取消小學補習，改為開辦中五至中七日校課程。截至2001年，英皇教育有8間分校，包括九龍灣得寶花園商場1樓、旺角周大福商業中心5樓全層、旺角西洋菜街168號9樓全層、北角安寧大廈1樓全層、銅鑼灣希慎道1號7樓702室、荃灣豪輝中心1座商場1樓103室、屯門柏麗廣場1樓101室、元朗好順泰商場地下2-3號。其後增加了佐敦、太子等分校。
2002年，英皇教育決定進一步擴展，九龍灣總校於2002年遷往九龍灣利基大廈S座地下(部份)、一樓全層及2樓全層，也增加了沙田、大埔和元朗分校。
2005年，英皇教育成為了全香港最大規模的補習社，分校包括：九龍灣、旺角168、旺角彌敦道、佐敦、佐敦柯士甸道、太子、荃灣、荃灣廣場、元朗、屯門、沙田、大埔、銅鑼灣、北角和北角英皇道，共15間分校。

### 第一度衰落
但於2006年開始，由於人事關係問題，該補習社中大部分受學生歡迎的導師和同為英皇教育集團董事如范卡諾、許思明、周勤才、楊漢威、高式卡等相繼離開英皇教育，並轉投其對手，令英皇教育迅速縮減分校以縮減經營成本。該年英皇教育首先關閉了北角分校，然後將荃灣廣場分校改作其他用途。之後更先後關閉了旺角168、佐敦柯士甸道和佐敦分校，見證英皇教育第一個衰落。
2007年3月，蘋果日報報道英皇教育遭名師申請清盤。5月，英皇教育與著名導演王晶合作，拍攝一套講述英皇教育發展歷程的劇集《補習天后》，並將於香港有線電視第1台播出，並由葉璇和梁思浩擔位主角。根據導師蕭源於2007年12月中課堂中透露，無綫電視將拍攝一齣關於補習界的電視劇（尖子攻略），演員之一鄧萃雯向他取經。
2008年6月，位於粉嶺中心的粉嶺分校開幕。於2008年11月，位於將軍澳南豐廣場的將軍澳分校開幕。2009年1月，位於銅鑼灣希慎道1號的銅鑼灣第一分校結業（通告顯示為1月1日起結業）。5月，位於香港仔永發商業大廈的香港仔分校開幕。6月，重新開辦小學課程，另開辦國際認證課程及奧數課程。7月位於沙田希爾頓中心的沙田希爾頓分校及位於火炭銀禧閣商場的火炭分校開幕；8月，位於沙田瀝源廣場的沙田瀝源分校開幕，另外，位於沙田偉華中心的沙田分校結業。
2009年12月17日，位於元朗裕景坊玉成大廈，標榜為「新界旗艦」的新元朗分校開幕，正式取代原先位於開心廣場和元朗信義書院（租用課室為補習班使用）的舊分校。校舍連地下樓高四層，有13個課室和一個多用途實驗室。同年以香港歌手G.E.M.為代言人。

### 第二度衰落
2011年4月，位於太子協成行旺角廣場的太子分校結業。6月，位於大埔新達廣場的大埔分校結業，至此英皇教育分校數目有14間。
2012年，以特許經營模式開辦英皇小博士和考試全方位課程即幼稚園至初中補習課程，加盟者/加盟中心可以以英皇小博士或以原本的教育中心的名稱開辦考試全方位課程開辦幼稚園至初中課程。
2012年，增加專業證書、雅思專業英語、英皇小博士和考試全方位課程。2月，位於大埔大元邨的大埔大元分校開幕。
2013年，荃灣、屯門分校則縮小，而位於元朗裕景坊玉成大廈，標榜為「新界旗艦」的元朗分校結業，見證英皇教育第二度衰落。
2013年6月下旬，網絡歌手龍小菌加盟英皇教育任教中四至中六的中文科，龍小菌教學經驗尚淺但其補習班學費比其他導師補習班昂貴。有網民質疑英皇教育招攬龍小菌的決定。有高登討論區網民發現龍小菌在facebook發表內容時，接連寫出錯別字，如把「商討」誤寫成「相討」、「時候」誤寫成「時侯」等，隨即質疑她憑甚麼成為中文補習老師。在2013年7月11日，龍小菌的補習班舉行首堂免費試課，然而其教學內容卻受到質疑，當中包括質疑龍小菌對新高中課程的認識不深，以及教學內容過於簡單。
2014年1月，位於沙田（瀝源廣場附翼1座2樓）分校和銅鑼灣分校結業。而沙田瀝源廣場分校由現代教育承租作為新分校。3月，香港仔分校結業。5月，英皇教育中文科顧問講師 Arthur Kho 正式離職。因應學生人數縮減，英皇教育九龍灣總校及旺角分校縮小。6月，英皇教育的暑期課程中沒有龍小菌的班別，相信已經離開英皇教育。同月，將軍澳（南豐廣場）分校結業。7月，沙田（希爾頓中心）分校結業。8月，新增元朗，銅鑼灣及將軍澳（MCP新都城中心一期）分校，分校數目增至12間。9月，停辦日校課程。12月，大埔（大元邨）分校結業，由新增的大埔（昌運中心）分校取代。

### 第三度衰落
2015年4月，有消息指創辦人岑兆昌將其股權出售，同月起甄敬堂出任英皇教育行政總裁。5月物理科首席導師Dr.Ken Chan及中文科首席導師蕭源離開英皇教育，繼2006年後英皇教育再次有首席教師離開。同月馬鞍山分校結業。
2015年6月，英皇教育創辦人岑兆昌（F.Shum）的資料從英皇教育的網站上移除，英文科導師Cecilia Tong, Cathy Wong ,經濟科導師Raymond Kwok，企業，會計與財務概論導師 Tony Man，Chanel Yau離開英皇教育。英皇教育旺角分校再度縮小，由2011年時佔地3層（4,5,6樓，17間課室）縮減到1層（6樓，6間課室），而其位於九龍灣之總校亦由九龍灣利基大廈S座兩層（1,2樓）縮減至九龍灣利基大廈一層（2樓），見證英皇教育的第三度衰落，而一樓由現代教育承租作為新分校（現代教育前九龍灣淘大二期分校由遵理學校承租作分校，現已棄租並遷往Eastmark）。10月1日，甄敬堂於Facebook上公開已離任英皇教育行政總裁一職。
2016年，英皇教育疑被貴族商學院有限公司入稟追欠款，聆訊將排期今年3月進行。同年6月，粉嶺（粉嶺中心）分校結業，由上水新分校代替。12月30日，遭股東申請清盤。
2017年，大埔（昌運中心）分校結業。

### 步入衰亡
2018年8月，將軍澳（MCP新都城中心一期）分校結業，分店數目進一步減少，而九龍灣總校改稱九龍灣分校並第二度縮小，由九龍灣利基大廈S座全層2樓縮減至九龍灣利基大廈C-D座1樓 D,E,F室。九龍灣利基大廈S座全層2樓在2020年6月由7/24 Fitness承租。英皇教育分校數目減至7間。
2020年8月，因應現代教育結業，該校大部份導師相繼加盟，包括於2006年因人事糾紛離開的許思明，亦重返英皇教育。
2020年10月，屯門（柏麗廣場）分校結業。
2021年3月，荃灣（豪輝中心1座商場）分校縮細一半。同年5月，上水（新豐路）分校結業。自此只剩5間分校。
2023年8月，旺角（周大福商業大廈）分校縮細一半，餘下3間課室，另外3間課室則割讓予凝皓教育。

## 分校
根據教育局資料，英皇教育現時有5間分校 ，共18間課室，可同時容納461人上課
九龍灣（利基大廈C-D座1樓D,E,F室）
旺角（周大福商業大廈6樓601至603室）
銅鑼灣（利威商業大廈4樓）
沙田（連城廣場6 樓 601 - 603 室）
荃灣（豪輝中心1座商場104室）

## 現任導師

### 中國語文
| 姓名   | 任教科目 | 備注 |
| ------ | -------- | --- |
| 林溢欣 | 中國語文 | 高級程度會考3A，香港中文大學中文系研究院哲學碩士畢業，加盟前於遵理學校任教，同在凝皓教育任教。                                                 |
| 徐永豪 | 中國語文 | 香港大學榮譽學士，主修中國語文及教學法 香港大學中國語言文學碩士畢業。加盟前於嘉勳教育任教。                                                    |
| 洪偉權 | 中國語文 | 嶺南大學中文系文學士、香港中文大學中文系碩士                                                                                                   |
| 張欣欣 | 中國語文 | 英華書院畢業 香港大學中文系雙主修中文及中史，並以榮譽學位畢業。加盟前於活學教育（已全線結業）、星河教育（已全線結業）任教。 香港大學中文系碩士 |

### 英國語文/英語國際試（IELTS）
| 姓名                     | 任教科目 | 備注                                                                               |
| ------------------------ | -------- | ---------------------------------------------------------------------------------- |
| Calvin Sun（辛小華）     | 英國語文 | 香港大學工商管理及法律學士，嘉勳教育創辦人，同在嘉勳教育,凝皓教育及現代教育任教。  |
| Alan Chan（陳卓倫）      | 英國語文 | 香港大學雙主修英文研究及語言學                                                     |
| Antonia Cheng（鄭雅銘）  | 英國語文 | 香港中文大學翻譯系碩士 加盟前於現代教育任教。                                      |
| Samantha Chung（鍾靜雯） | 英國語文 | 香港大學英文文科碩士，修讀應用語言學。加盟前於現代教育任教。                       |
| Annabelle M.（麥穎文）   | 英國語文 | 少年警訊成員。香港大學應用語言學(英文)碩士；香港中文大學英文系及英文教育系雙學位。 |

### 數學︰必修部分/延伸部份單元一 / 單元二
| 姓名                  | 任教科目                 | 備注 |
| --------------------- | ------------------------ | --- |
| Dick Hui（許思明）    | 數學︰必修部分 / M1 / M2 | 香港大學數學教育碩士，2006年以前在英皇教育任教，後加盟現代教育。 2020年重回英皇教育任教，同在嘉勳教育,凝皓教育及現代教育任教 |
| Nixon Chan（陳禮信）  | 數學︰必修部分 / M1 / M2 | 香港大學數學系榮譽畢業。加盟前於星河教育（已全線結業）任教。                                                                 |
| Cyrus Maths（楊永康） | 數學︰必修部分 / M1 / M2 | 香港科技大學數學系榮譽理學士                                                                                                 |

### 文科
| 姓名                 | 任教科目 | 備注                                         |
| -------------------- | -------- | -------------------------------------------- |
| K.W. Ho              | 世界歷史 |                                              |
| 洪偉權               | 中國文學 | 嶺南大學中文系文學士、香港中文大學中文系碩士 |
| Titus Chan（陳八虎） | 地理     | 同在嘉勳教育，朗傑教育任教。                 |

### 理科
| 姓名                     | 任教科目                                             | 備注                                                                                 |
| ------------------------ | ---------------------------------------------------- | ------------------------------------------------------------------------------------ |
| Dom Chan（陳子進）       | 物理                                                 | 畢業於香港理工大學工程物理系，同在凝皓教育任教。                                     |
| C.Y. Chau（周頌賢）      | 物理                                                 | 香港大學理學院畢業                                                                   |
| Alan Cheng（鄭雅倫）     | 畢業於香港科技大學化學系，並取得香港大學教師專業資格 |                                                                                      |
| Dr. Michael Ho（何偉雄） | 生物                                                 | 於香港中文大學取得生物醫學系博士、生物化學及生物醫學科學碩士及生物化學系榮譽學士學位 |
| Patrick Tung             | 資訊及通訊科技                                       | 擁有 IT 行內專業認證 CISA Passer, CCNA，同在凝皓教育任教。                           |

### 商科
| 姓名                | 任教科目             | 備注 |
| ------------------- | -------------------- | --- |
| Daniel Yu（余洪盛） | 經濟                 | 加盟前於現代教育任教。                                                                                     |
| Ling Leung          | 企業、會計與財務概論 | 香港中文大學研究院會計碩士及香港理工大學雙主修會計及金融榮譽學士。加盟前於現代教育任教，同在凝皓教育任教。 |

### 其他
| 姓名       | 任教科目   | 備注 |
| ---------- | ---------- | --- |
| Kelvin Sir | 旅遊與款待 | 香港理工大學酒店旅遊學院(SHTM)畢業，香港中文大學碩士。旅款教科書作者。加盟前於現代教育任教。現已離任，以獨立身份繼續開辦課程。 |

## 盛世與衰落
英皇教育是香港首間大型補習社，亦曾是全港最大規模的補習社。全盛時期，學生人數、天王級名師，以及分校數目，皆為香港補習社之冠。然而，隨著多次的人事糾紛，令英皇教育自2006年起開始沒落。
2006年，因創辦人岑宜輝與多名導師意見不合，中、英、數、附加數學科及經濟科首席名師周勤才、范卡諾、許思明、楊漢威、高式卡等相繼離開，前4者更是一同加盟競爭對手現代教育(結業)。使英皇教育立刻結束部份分校以減低成本，失去補習社龍頭地位，漸漸被現代教育所取代。
在2007年，隨著中文科名師蕭源貼中會考題目「檸檬茶」而聲名大噪，加上捧紅了校內不少次席名師，令英皇教育再次起死回生。在2009年，英皇教育以17間分校，成為當時全港最多分校的補習社，與現代教育、遵理學校形式「三國鼎立」的局面。
不過，隨著新高中學制推行，加上學生人數減少，香港補習界開始衰落。首當其衝為英皇教育，自2013年起再次出現分校結業潮。2013年，最大的元朗旗艦分校率先關閉，九龍灣總校及旺角分校亦被縮小。在2014年，位於沙田市中心的兩間分校亦結業，為當時三大補習社中，唯一沒有在沙田市中心一帶設立分校的補習社。
2015年起，英皇教育更是繼2006年後，再次出現導師逃亡潮。因創辦人岑兆昌將其股權出售予內地紅色商人，令不少導師擔心前景。因當時時值「雨傘運動」爆發，不少導師均在課堂前後支持參與活動的學生，擔心易手後遭政治打壓。導師不是轉投其他補習社任教，便是轉行。同年5月，中文科首席導師蕭源，更高調加盟現代教育，被外界稱為英皇教育正式沒落。
而主要競爭對手精英匯集團(遵理學校)於2018年在港交所主版上市集資。2020年，競爭對手現代教育縮減剩一間分校。同年8月，被法庭頒令清盤。

## 爭議事件
2006年6月，英皇教育一分校被揭發有職員在校內以電腦收受非法投注。
2012年3月17日，蘋果日報報導甄敬堂在康橋教育期間被時任老闆陸艾齡指挪用公款。
2013年10月，英皇教育經理人甄敬堂在上水某茶餐廳因薪資糾紛而掌摑該機構張姓導師，事後鬧上法庭。2014年1月，粉嶺法院裁判官判決罰款六千元另賠事主一千元。受害人在表示會循民事訴訟方式追討欠薪。
2015年7月7日蘋果日報報導英皇教育多名補習教師在7月7日出發往內地，參加「傷健徒步青海籌款之旅」。當途經黃河，疑一時興起，竟然模仿極端組織「伊斯蘭國」（IS）斬人質，拍照放上fb及ig，並寫上「在黃河遇上IS」。而當中一名跪地「人質」，則是英皇教育行政總裁甄敬堂。
2015年未，英皇教育創辦人並擔任英皇教育首席英文科學術顧問的岑宜輝，曾被傳媒報導指其學歷不能任教預科課程，但卻利用法律灰色地帶，以視像形式授課，避過法律檢控。而且亦曾聘用學歷不足的導師任教預科課程。照片已從名師介紹中移除，並於2015年4月29日與另一創辦人梁玉蓮同時辭去董事職位，所以傳已賣盤，但於英皇教育國際英語證書課程網頁中仍為學術顧問

## 連結
- 英皇教育網站
- 英皇教育的Facebook專頁
- 英皇教育的Instagram帳戶
- YouTube上的英皇教育頻道